# ولادیمیر سیرنکو
ولادمیر سیرنکو (به اوکراینی: Володи́мир Сіре́нко) رهبر ارکستر اکراینی و مدیر ارکستر سمفونیک ملی اوکراین است.
رهبر اجرای موسیقی متن  سریال مختارنامه  رادرکارنامه دارد.

## زندگی‌نامه
ولادمیر سیرنکو در اول نوامبر ۱۹۶۰ در شهر مرزی پولتاوا در اکراین متولد شد. شروع کار حرفه ای وی در سال ۱۹۸۳ با اجرای آثاری از آهنگسازانی چون: ایگور استراوینسکی، آرنولد شوئنبرگ و پیر بولز در سالن فیلارمونیک کیف بود. سیرنکو در سال ۱۹۸۹ از کنسوارتور ملی اکراین جایی که رهبری ارکستر را زیر نظر پروفسور آلین ولاسنکو تعلیم دیده بود فارغ‌التحصیل شد. در سال ۱۹۹۰ یکی از فینالیست‌های مسابقه جهانی رهبری ارکستر پراگ گردید. یک سال بعد به سمت رهبری و مدیر هنری ارکستر رادیو اکراین نائل گردید و تا سال ۱۹۹۹ به فعالیت و همکاری خود با رادیو ادامه داد.
از سال ۱۹۹۹ تا کنون رهبر و مدیر هنری ارکستر سمفونیک ملی اکراین می‌باشد. کارنامه کاری وی با بیش از اجرای صد برنامه با این ارکستر و همین‌طور با اجرای آثار کامل مالر، باخ و لیاتوشینسکی، درخشان و تحسین‌برانگیز است. سیرنکو در مطبوعات و جراید موسیقی، با رهبران بزرگی چون: ایسا-پکا سالونن (Esa-Pekka Salonen) و سیمون رتل (Sir Simon Denis Rattle) مقایسه شده‌است.

## آثار
سیرنکو آثار بسیاری را ضبط کرده‌است که تا کنون چند اثر او با انتشارات معتبر ناکسوس به انتشار رسیده‌است.
هنرمندان ایرانی از جمله: بهزاد عبدی، احمد پژمان، محمد سریر و محمدرضا درویشی با او همکاری داشته‌اند. محمدرضا درویشی او را یکی از بهترین رهبران شرق اروپا دانسته‌است.

## افتخارات
سیرنکو از چهره‌های مطرح و هنری و هنرمند ملی اکراین به‌شمار می‌رود و برنده جایزه تاراس شفچنکو که یکی از مهمترین جوایز هنری اکراین محسوب می‌شود است. «عزا برای لاریسا» (Requiem for Larissa by Valentin Silvestrov) در سال ۲۰۰۴ نامزد دریافت جایزه بین‌المللی گرمی گردید.